# Ernst May
Ernst May (Francoforte do Meno, 27 de julho de 1886 — Hamburgo, 11 de setembro de 1970) foi um arquiteto alemão, adscrito ao expressionismo. 
Em 1921 participou no concurso para o plano regulador de Breslau, e de 1925 a 1930 ocupou o cargo de assessor do município de Frankfurt, desenhando um plano regulador e numerosos bairros residenciais: Römerstadt, Praunheim, Westhausen, Höhenblick. Foi o fundador e diretor da revista Zeitschrift Das Neue Frankfurt (1926—1930).
Em 1930 deslocou-se à URSS, onde permaneceu três anos, realizando projetos para novas cidades industriais e propondo a expansão de Moscou (1932). Depois trabalhou no Quênia e no Uganda até 1954.

## Obras
- Bairros de habitações rurais na Silésia (1919—1925)
- Escola experimental de Bornheimer Hang (1928—1930)
- Escola e clínica em Kisumu, Kenya (1950—1951)
- Centros residenciais Grünhöfe, Bremerhaven (1954—1955)
- Centros residenciais Neue Altona, Hamburgo (1955)